# 6 декабря
6 декабря — 340-й день года (341-й в високосные годы) по григорианскому календарю.
До конца года остаётся 25 дней.
До 15 октября 1582 года — 6 декабря по юлианскому календарю, с 15 октября 1582 года — 6 декабря по григорианскому календарю.
В XX и XXI веках соответствует 23 ноября по юлианскому календарю.

## Праздники и памятные дни
См. также: Категория:Праздники 6 декабря

### Национальные
- Азербайджан — День работников Министерства связи и информационных технологий[2].
- Болгария — Никулден.
- Испания — День Конституции.
- Казахстан — День прокуратуры.
- Канада — Национальный день памяти и действий против насилия в отношении женщин.
- Украина — День Вооружённых Сил.
- Финляндия — День независимости.
- Эквадор — Основание столицы Кито[3].

### Религиозные

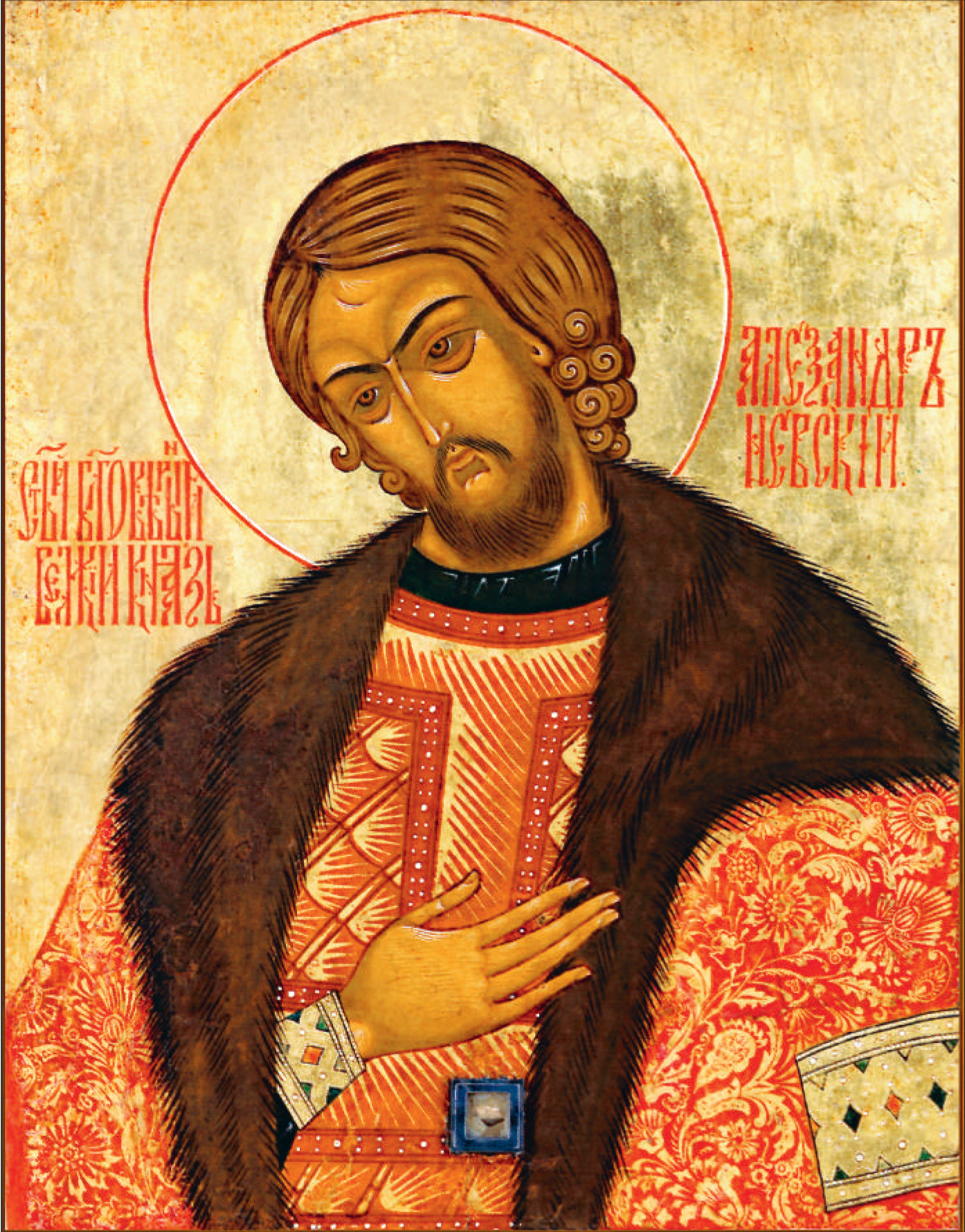
Благоверный князь Александр Невский

Католицизм
 — День святителя Николая;
 — память святого Эмилиана;
 — память святого Петра Паскуаля.
 Православие
 — Память мучеников Сисиния, епископа Кизического (III век), и Феодора Антиохийского (IV век);
 — память святителя Амфилохия, епископа Иконийского (после 394 года);
 — память святителя Григория, епископа Акрагантийского (VI-VII века);
 — память благоверного великого князя Александра Невского, в схиме Алексия (1263 год);
 — память святителя Митрофана, в схиме Макария, епископа Воронежского (1703 год);
 — память преподобномученика Серафима (Тьевара) (1931 год);
 — память святого Иоанна Васильева, исповедника (1932 год);
 — память священномучеников Елеазара Спиридонова, пресвитера и мученика Александра Уксусова (1937 год);
 — память преподобного Колумбана, игумена Люксейского (615 год).

### Именины
- Александр, Алексей, Борис, Григорий, Митрофан, Фёдор, Максим, Никита

## События
См. также: Категория:События 6 декабря

### До XX века
- 1240 — войска Батыя и Субэдэя взяли Киев (по другим данным — 19 ноября).
- 1492 — Первая экспедиция Колумба открыла остров Гаити.
- 1648 — Прайдова чистка в Англии.
- 1741 — в России в результате дворцового переворота на престол взошла Елизавета Петровна, свергнув регента Анну Леопольдовну при малолетнем Иване VI.
- 1790 — Конгресс США переехал из Нью-Йорка в Филадельфию.
- 1868 — открыто движение по Орловско-Витебской железной дороге.

### XX век
- 1905 — провозглашена Красноярская республика.
- 1909 — основан Саратовский университет.
- 1912 — при раскопках в египетской Амарне обнаружен бюст Нефертити.
- 1916 — Первая мировая война: Центральные державы заняли Бухарест.
- 1917
  - Парламент Финляндии принял решение об отделении из состава России и получении статуса независимого государства.
  - В порту Галифакса взорвался корабль, нагруженный боеприпасами. Погибло около 2000 человек.
- 1920 — упразднена Республика Северная Ингрия.
- 1921 — подписан Англо-ирландский договор, по которому ровно через год (6 декабря 1922) Ирландия получила независимость.
- 1923 — вышел первый номер газеты «Вечерняя Москва»
- 1928 — «Банановая бойня» в Колумбии.
- 1956 — матч ватерпольного турнира Олимпийских игр в Мельбурне между сборными СССР и Венгрии, известный как «Кровь в бассейне».
- 1969 — в гоночном парке[англ.] близ Трейси прошёл рок-фестиваль Альтамонт, ставший символом конца эры хиппи[10].
- 1977 — власти ЮАР предоставили независимость бантустану Бопутатсвана.
- 1978 — взрыв двух вагонов со взрывчаткой на станции Куровская.
- 1982 — взрыв в ночном клубе Бэлликелли, осуществлённый боевиками Ирландской национальной освободительной армии.
- 1989 — расстрел в политехническом институте Монреаля. Погибли 15 человек, включая стрелка. Ещё 14 человек получили ранения.
- 1991
  - Вступила в силу Конституция Республики Болгария.
  - Образованы Вооружённые силы Украины.
- 1992 — индусы разрушили мечеть Бабри, что повлекло столкновения, в которых погибло около 2000 человек.
- 1997 — катастрофа Ан-124 в Иркутске. Погибло 72 человека, в том числе 49 на земле.
- 2000 — открыт ливерморий — химический элемент с атомным номером 116.

### XXI век
- 2005 — катастрофа C-130 в Тегеране.
- 2015 — парламентские выборы в Венесуэле, первая победа оппозиции в XXI веке.
- 2017 — администрация президента США Дональда Трампа объявила о признании США Иерусалима как столицы Израиля.

## Родились
См. также: Категория:Родившиеся 6 декабря

### До XIX века
- 1285 — Фердинанд IV (ум. 1312), король Кастилии и Леона (1295—1312).
- 1421 — Генрих VI (ум. 1471), король Англии (1422—1461, 1470—1471), из династии Ланкастеров.
- 1520 — Барбара Радзивилл (ум. 1551), супруга великого князя литовского и короля польского Сигизмунда II Августа.
- 1600 — Николо Аджиуинти (ум. 1635), итальянский математик, физик, педагог.
- 1642 — Иоганн Кристоф Бах (ум. 1703), немецкий композитор и органист, двоюродный дядя И. С. Баха.
- 1742 — Никола Леблан (ум. 1806), французский химик-технолог.
- 1778 — Жозеф Луи Гей-Люссак (ум. 1850), французский химик и физик, член Французской Академии наук.
- 1786 — Георг Бодмер (ум. 1864), швейцарский механик и изобретатель.
- 1797 — Наум Векилхарджи (ум. 1846), албанский писатель, автор варианта албанского алфавита.

### XIX век
- 1812 — Николай Пименов (ум. 1864), русский скульптор.
- 1813 — Николай Огарёв (ум. 1877), поэт, публицист, русский революционер.
- 1833 — Джон Мосби (ум. 1916), полковник армии Конфедерации во время Гражданской войны в США, партизан.
- 1839 — Антон Пурцеладзе (ум. 1913), грузинский писатель, публицист, критик, историк.
- 1841 — Фредерик Базиль (ум. 1870), французский художник, один из основателей импрессионизма.
- 1849 — Август фон Макензен (ум. 1945), германский генерал-фельдмаршал, участник Первой мировой войны.
- 1860 — Николай Курнаков (ум. 1941), русский советский физикохимик, академик, создатель физико-химического анализа.
- 1870 — Николай Лосский (ум. 1965), русский философ-интуитивист.
- 1899 — Николай Баталов (ум. 1937), актёр театра и кино, заслуженный артист РСФСР.

### XX век
- 1901 — Георгий Маленков (ум. 1988), советский государственный и политический деятель.
- 1903 — Гайто Газданов (ум. 1971), русский писатель и литературный критик, эмигрант.
- 1904
  - Александр Введенский (ум. 1941), русский поэт и драматург, детский писатель.
  - Ева Дениза Кюри (ум. 2007), французская и американская пианистка, писательница, журналистка, музыкальный критик и общественный деятель.
- 1905 — Борис Волчек (ум. 1974), советский кинорежиссёр, сценарист и оператор.
- 1913 — Сергей Залыгин (ум. 2000), советский и российский писатель, общественный деятель, в 1986—1998 гг. главный редактор журнала «Новый мир».
- 1920
  - Дейв Брубек (ум. 2012), американский джазовый композитор, аранжировщик, пианист.
  - Николай Кирток (ум. 2022), советский лётчик-штурмовик, гвардии полковник, Герой Советского Союза.
- 1921 — Джордж Бёрлинг (ум. 1948), канадский лётчик-ас, участник Второй мировой войны.
- 1924 — Николай Старшинов (ум. 1998), русский советский поэт и переводчик, фронтовик.
- 1925 — Григорий Лямпе (ум. 1995), актёр театра и кино, заслуженный артист РСФСР.
- 1927
  - Серджо Корбуччи (ум. 1990), итальянский кинорежиссёр и сценарист.
  - Владимир Наумов (ум. 2021), кинорежиссёр, сценарист, актёр, продюсер и педагог, народный артист СССР.
- 1929 — Николаус Арнонкур (ум. 2016), австрийский дирижёр и хормейстер, виолончелист, гамбист, музыкальный писатель.
- 1930 — Войцех Заблоцкий (ум. 2020), польский фехтовальщик, многократный чемпион мира.
- 1933 — Хенрик Миколай Гурецкий (ум. 2010), польский композитор.
- 1941 — Ричард Спек (ум. 1991), американский массовый убийца.
- 1942 — Петер Хандке, австрийский писатель и драматург, лауреат Нобелевской премии (2019).
- 1943 — Олег Григорьев (ум. 1992), русский поэт и художник, представитель ленинградского андеграунда.
- 1948 — Кеке Росберг, финский автогонщик, чемпион мира в классе «Формула-1» (1982).
- 1949
  - Ольга Науменко, советская и российская актриса театра и кино, телеведущая, народная артистка РФ.
  - Михаил Ямпольский, советский и американский искусствовед, культуролог, философ, киновед, филолог.
- 1950 — Джо Хисаиси (наст. имя Мамору Фудзисава), японский композитор, пианист, дирижёр.
- 1954 — Андрей Миненков, советский фигурист, двукратный чемпион мира в танцах на льду.
- 1956 — Рэнди Роудс (погиб в 1982), американский гитарист-виртуоз, автор песен.
- 1957 — Михаил Евдокимов (погиб в 2005), советский и российский артист эстрады, юморист, актёр, певец, телеведущий, губернатор Алтайского края (2004—2005).
- 1958
  - Александр Балуев, советский и российский актёр театра, кино и дубляжа.
  - Ник Парк, британский аниматор, лауреат четырёх премий «Оскар».
- 1962 — Бен Уотт, британский певец, музыкант, автор песен, диджей, участник дуэта Everything but the Girl.
- 1965 — Жанна Агалакова, российская журналистка и телеведущая.
- 1967 — Джадд Апатоу, американский кинорежиссёр, сценарист и продюсер, лауреат двух премий «Эмми».
- 1968 — Садыр Жапаров, киргизский государственный и политический деятель, президент Киргизии с 28 января 2021 года.
- 1970
  - Владимир Политов, советский и российский певец, музыкант, участник группы «На-На».
  - Ульф Экберг, шведский музыкант, один из основателей и участник группы Ace of Base.
- 1971 — Рихард Крайчек, нидерландский теннисист, чемпион Уимблдона (1996), экс-четвёртая ракетка мира.
- 1975 — Андреа Аньелли, итальянский бизнесмен, член совета директоров компаний Exor и FIAT, с 19 мая 2010 до 28 ноября 2022 президент «Ювентуса».
- 1979 — Тим Кэхилл, австралийский футболист.
- 1982 — Альберто Контадор, испанский велогонщик, двукратный победитель «Тур де Франс» (2007, 2009).
- 1984 — София, герцогиня Вермландская, супруга принца Швеции Карла Филиппа.
- 1986
  - Мэтт Нисканен, американский хоккеист, обладатель Кубка Стэнли.
  - Шон Эдвардс (погиб 2013), британский автогонщик.
- 1991
  - Ясемин Адар, турецкая спортсменка, многократная чемпионка мира и Европы по вольной борьбе.
  - Коко Вандевей, американская теннисистка.
  - Милица Мандич, сербская тхэквондистка, двукратная олимпийская чемпионка (2012, 2020).
- 1994 — Яннис Адетокунбо, греческий баскетболист нигерийского происхождения, чемпион НБА (2021), MVP НБА (2019, 2020).
- 1996 — Стефани Скотт, американская актриса и певица.

## Скончались
См. также: Категория:Умершие 6 декабря

### До XIX века
- 345 — Николай Чудотворец (в православной церкви его память отмечается по юлианскому календарю).
- 1185 — Альфонс I Энрикеш (р. 1109), первый король Португалии (с 1139).
- 1352 — Климент VI (в миру Пьер Роже де Бофор-Тюренн; р. 1291), 198-й папа римский (1342—1352).
- 1635 — Николо Аджиунти, итальянский математик, физик.
- 1771 — Джованни Баттиста Морганьи (р. 1682), итальянский врач, основатель патологической анатомии.
- 1779
  - Джозеф Блэк (р. 1728), шотландский химик и физик.
  - Жан-Батист Шарден (р. 1699), французский живописец.

### XIX век
- 1805 — Никола Жак Конте (р. 1755), французский художник и учёный.
- 1842 — Тадеуш Антоний Мостовский (р. 1766), польский писатель, журналист, политик, издатель.
- 1855
  - Амшель Ротшильд (р. 1773), немецкий банкир, один из основателей династии Ротшильдов.
  - Уильям Свенсон (р. 1789), английский орнитолог и художник.
- 1864 — Симонас Даукантас (р. 1793), литовский историк и писатель-просветитель.
- 1868 — Август Шлейхер (р. 1821), немецкий языковед.
- 1882 — Энтони Троллоп (р. 1815), английский писатель.
- 1886 — Иван Богомолов (р. 1841), русский архитектор.
- 1889 — Джефферсон Дэвис (р. 1808), первый и единственный президент Конфедеративных Штатов Америки.
- 1892 — Вернер фон Сименс (р. 1816), инженер, изобретатель, основатель фирмы Siemens AG.

### XX век
- 1937 — Сергей Малютин (р. 1859), русский советский художник и архитектор, передвижник.
- 1938
  - Георгий Бакланов (наст. имя Альфонс-Георг Бакис; р. 1881), русский оперный певец латышского происхождения.
  - Дэвид Уильям Харви (р. 1887), канадский инженер, организатор транспортной системы.
- 1942 — Алексей Свирский (р. 1865), российский и советский писатель-беллетрист.
- 1949 — Ледбелли (наст. имя Хадди Уильям Ледбеттер; р. 1888), американский блюзовый певец, композитор, гитарист.
- 1956
  - Бхимрао Рамджи Амбедкар (р. 1891), индийский юрист и политик, основной автор проекта Индийской конституции.
  - Дереник Демирчян (р. 1877), армянский советский писатель, поэт, переводчик.
- 1971 — Матильда Кшесинская (р. 1872), русская балерина польского происхождения.
- 1974
  - Роберт Бартини (р. 1897), советский авиаконструктор итальянского происхождения.
  - Николай Кузнецов (р. 1904), адмирал флота, Герой Советского Союза.
- 1988 — Рой Орбисон (р. 1936), американский певец.
- 1989 — Марк Лепин (р. 1964), канадский убийца совершивший массовое убийство Политехнической школе Монреаля
- 1990 — Абдул Рахман (р. 1903), первый премьер-министр Малайзии (1957—1970).
- 1991 — Ричард Стоун (р. 1913), английский экономист, лауреат Нобелевской премии (1984).
- 1992 — Георгий Майборода (р. 1913), украинский советский композитор, дирижёр, педагог, народный артист СССР.
- 1993 — Дон Амичи (р. 1908), американский актёр, лауреат премии «Оскар».
- 1994 — Джан Мария Волонте (р. 1933), итальянский актёр театра и кино.
- 1995 — Дмитрий Волкогонов (р. 1928), советский и российский историк, политолог, генерал-полковник.

### XXI век
- 2003 — Ханс Хоттер (р. 1909), немецкий певец (бас-баритон).
- 2006 — Сергей Воронин (р. 1956), советский и российский рок-музыкант, клавишник группы «Пикник».
- 2007 — Александр Ткаченко (р. 1945), русский поэт и правозащитник.
- 2014 — Ральф Бер (р. 1922), американский изобретатель, «отец видеоигр».
- 2017 — Джонни Холлидей (р. 1943), французский рок-певец, композитор и актёр.
- 2018 — Галина Анисимова (р. 1929), актриса театра и кино, народная артистка РСФСР.
- 2020 — Табаре Васкес (р. 1940), уругвайский государственный и политический деятель, дважды президент Уругвая (2005—2010 и 2015—2020 годы).
- 2023
  - Дин Кроуфорд (р. 1958), канадский гребец, чемпион летних Олимпийских игр (1984).
  - Мариза Паван (настоящее имя Мариия Луииза Пьеранджели; р. 1932), итальянская актриса, лауреат премии «Золотой глобус» (1956).
- 2024 — Виталий Дырдыра (р. 1938), советский яхтсмен, олимпийский чемпион (1972), заслуженный мастер спорта СССР (1972), неоднократный чемпион СССР, капитан 2-го ранга.

## Приметы
Митрофан.
- Митрофан предсказывает погоду на 6 июня.
- Северный ветер и снег обещают летом северный ветер и дождь.
- В этот день в старину крестьяне праздновали становление санного пути по снегу и по льду[11].